# 北神弓子

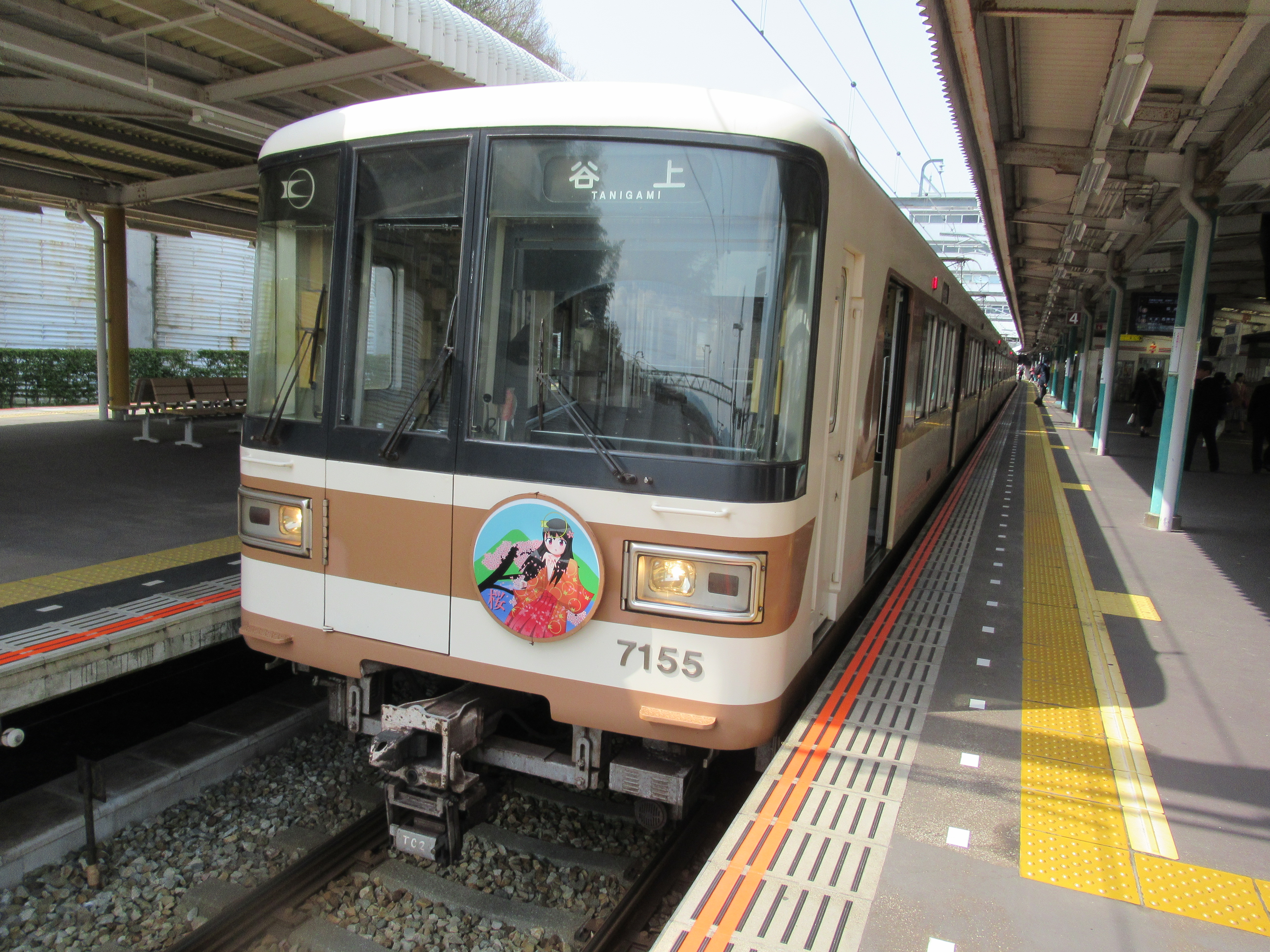
北神弓子のヘッドマークを掲出した北神急行7000系（谷上駅、2018年）

北神弓子（きたがみ きゅうこ）は、兵庫県神戸市の鉄道会社である北神急行電鉄のマスコットとして2014年に登場したキャラクターである。2020年6月1日の北神急行線市営化に伴って、神戸市営地下鉄北神線のPRキャラクターとなった。

## 登場の経緯
北神急行電鉄の北神線は神戸市の中央区と北区を結び、1988年4月2日に新神戸駅 - 谷上駅の2駅間7.5kmで開業した。神戸市営地下鉄の西神・山手線との相互直通運転により神戸市の都心部と北部の住宅地を結んだが、六甲山を貫くトンネルの建設費の関係で運賃が高く、景気の後退や沿線住民の少子高齢化の影響により利用者数の減少が続いていた。
北神急行はほぼ全区間（7.3 km）がトンネルのため前面および車窓風景を売りに出来ず、自社が管理する駅は谷上駅のみ、車両も7000系の1種類のみであり、集客できるコンテンツに苦慮する状況にあった。この状況を打開するため、北神急行電鉄は公式キャラクターを公募することとなった。
キャラクターの採用には、京都市営地下鉄のキャラクターとして登場した太秦萌の事例が参考にされた。太秦萌は2011年の登場当初は認知度が伸び悩んでいたが、2013年に京都出身のイラストレーターである賀茂川を起用した結果、「萌える」としてSNSを中心に話題となり、グッズの売上増にも繋がったという。この事例が北神急行で萌えキャラクターを採用する契機となった。
2014年6月20日から8月20日まで、「北神急行コンテスト」の「キャラクターコンテスト」部門でマスコットキャラクターの図案を募集した。キャタクターコンテストには日本全国から134点の応募があり、社員や有識者による審査を経て9月18日に「北風つゆ」（応募名）、「ノリノリス」「ほくしんトン」の各作品が決定した。10月22日からは7000系車両にキャラクターのヘッドマークが掲出された。
2014年10月25日に谷上車庫で開催された「北神急行フェスティバル」において、キャラクターの名前の投票が行われた。「北風つゆ」「八神ひかるこ」「北神弓子」「谷上ノル」の4候補の中から、同年11月10日に得票数最多の「北神弓子（きたがみ きゅうこ）」の命名が発表された。
北神弓子は神戸市北区の神に仕える巫女で、北神急行の守り神という設定である。巫女がモチーフとなったのは、神戸市北区山田町に白滝姫伝説の伝わる井戸「栗花落の井（つゆのい）」があり、水の絶えない井戸のように北神急行が走り続けてほしい、との思いが込められたことにあるという。
2016年には新たに男性キャラクターが登場し、北神弓子の兄との設定で「北神往来（きたがみ おうらい）」と命名された。

## キャラクター
北神弓子（きたがみ きゅうこ）
神戸市北区の神に仕える巫女で、北神急行の守り神。弓から放つ矢のごとく、谷上駅から新神戸駅まで瞬時に移動できる技を持つという。趣味はコスプレで、駅員やメイドにも扮する。
誕生日は北神急行の開業日と同じ4月2日である。
北神往来（きたがみ おうらい）
北神弓子の兄。北神急行電鉄の技術科で車両保守の仕事をしている。趣味はバイクツーリングと茅葺職人の手伝い。
ノリノリス
近所の森で生まれたリス。道に迷っていたところを北神急行の駅員に救われ、それをきっかけに手伝いをするようになったが、出生とその正体は謎に包まれているという。
ほくしんトン
北神トンネルをモチーフにしたキャラクター。

## 登場後の展開
2014年11月の命名後、谷上駅や各地のイベント等でキーホルダー、クリアファイルなどのグッズの発売が開始された。イラストレーターのこぞのさとしが公式絵師を担当している。グッズの販売のほか、地域の活性化に向けた活動も行われている。
2015年5月より発売分の1日乗車券「北神おでかけ1dayフリーパス」では、券面デザインに北神弓子が採用された。同年7月18日 - 20日に開催の「神戸リリィ物語」 で北神弓子のお披露目式を行い、北神弓子に扮したコスプレイヤーが登場した。以後もイベントのたびにコスプレイヤーが「リアル北神弓子」として登場することがある。
神戸市北区山田町の総氏神である六條八幡宮では、2015年12月16日に北神弓子を同神社の巫女として受け入れ、北神急行と共同での地域活性化プロジェクトを始動した。2016年より北神弓子と7000系車両をあしらったお守り「夢かなう幸福御守」の授与 が開始された。
グッズの発売や1日乗車券の券面への採用、六條八幡宮とのコラボ御守りなどによりキャラクターの知名度は向上し、テレビ番組でも朝日放送で2015年7月20日放送の『キャスト』、サンテレビで同年12月10日放送の『ひょうご企業探訪』などで紹介された。関連グッズの売上げは2014年10月からの半年で約120万円、2015年度は約180万円、2016年度は約370万円となるなど、北神弓子は北神急行の経営にも貢献するコンテンツとして成長した。
北神弓子の誕生日は4月2日であり、2016年4月2日には誕生日をファンとともに祝う「北神弓子誕生祭」 が谷上駅で開催された。北神急行開業30周年となる2018年には、4月8日に谷上車庫で誕生祭が開催された。
2012年に結成された音楽ユニット半熟BLOODは、2016年に北神弓子の応援ソング『恋のトンネル』を、2017年には北神急行電鉄の応援ソング『トンネルの向こうで待ってる。』を担当した。
2018年12月27日に北神急行電鉄の市営化へ向けた事業譲渡の協議開始が発表され、これに際してインターネット上では北神弓子らのキャラクターの行方を心配する声も上がった。北神急行は2020年6月1日から神戸市営地下鉄の一部として一体化されることから、市営化後のキャラクターの扱いは明らかにされていなかった。
2020年5月27日、市営化により北神弓子の諸権利が神戸市交通局に移され、同年6月1日より神戸市営地下鉄北神線のPRキャラクターとなることが神戸市により発表された。また、同年9月からは北神往来・ノリノリス・ほくしんトンも諸権利を神戸市交通局に移し、北神ファミリーとして北神弓子と共に神戸市営地下鉄北神線のPRキャラクターとなった。

## コラボレーション
2015年6月、神戸新聞社の「いまいち萌えない娘」の運営者の声かけにより、北神弓子ら兵庫県内の萌えキャラ6キャラクターによる「兵庫萌えきゃらりんぐ」（ひょもりん）が結成された。2016年7月31日には北神急行電鉄の主催による「ひょもりん夏祭り」が谷上駅で行われ、北神弓子ら「ひょもりん」のキャラクターに扮したコスプレイヤーが登場した。
2016年、北神急行電鉄を含む関西の鉄道事業者8社局の『鉄道むすめ』やオリジナルキャラクターによる「関西鉄道むすめ＆萌えキャラスタンプラリー」が開催された。2017年開催の『つなげて!全国"鉄道むすめ"巡り』にも北神弓子がゲストとして登場しており、この開催に合わせて関西の8社が連携したグッズの発売も行われている。2019年開催の『あつめて！全国"鉄道むすめ"巡り』、2023年開催の『＃鉄道むすめ巡り2023』にもゲストとして登場。
2017年4月10日には、北神弓子がコープこうべのマスコットキャラクター「コーピー」とともに谷上駅の1日駅長に就任した。
2017年の神戸港開港150周年記念として、神戸市内に路線を持つ鉄道5社局が記念ヘッドマークを掲出した際、北神急行電鉄では北神往来とノリノリスを描いたデザインが採用された。
谷上駅構内の飲食店「.me Kitchen（ドットミーキッチン）」では、2018年の夏と冬に期間限定のコラボカフェとして「北神弓子カフェ」 が開催された。谷上駅構内に出店していたリラクゼーションサロン「ノアココロン」では、「リラクゼーション弓子」のイベントが開催された。
2017年より『ステーションメモリーズ!』（駅メモ!）とのコラボレーションが行われ、硬券や缶バッジの発売、ヘッドマークの掲出が実施された。北神急行開業30周年となる2018年には、「北神おでかけ1dayフリーパス」の券面デザインが駅メモ!とのコラボデザイン となったほか、北神弓子が駅メモ!の「でんこ」として登場した。
2018年夏には『温泉むすめ』とのコラボレーションが行われ、有馬温泉のキャラクター「有馬輪花」「有馬楓花」とコラボした缶バッジの発売とヘッドマーク掲出が行われた。2019年のコラボ第2弾では、有馬温泉で2月3日に開催の「有馬節分会」で記念硬券が発売され、2月3日から17日まで谷上駅構内の「.me kitchen」でのプチコラボカフェ も開催された。関西での温泉むすめのコラボカフェはこれが初である。
2018年10月11日から11月4日まで、鉄道むすめのスタンプ図柄などを手掛けたMATSUDA98の個展 が谷上駅で開催された。翌2019年には「北神おでかけ1dayフリーパス」の券面デザインにMATSUDA98による北神弓子のイラストが採用されている。
2018年の冬には、日本赤十字社の兵庫県赤十字血液センターとともに、献血者の少ない冬季の献血の推進をPRする「冬の献血キャンペーン」 が行われた。2019年冬のキャンペーン第2弾「つながる献血キャンペーン」では、ヴァンパイア姿の北神弓子が登場した。
2019年9月の台風15号（房総半島台風）で千葉県の小湊鉄道が被災した際、北神急行は復旧に必要な信号・踏切用の高圧電線ケーブルの調達を支援した。これをきっかけとした新たな支援の企画として、2019年11月1日より北神急行・小湊鉄道の間でヘッドマークの交換による相互PRが実施され、小湊鉄道の車両に北神弓子のヘッドマークが掲出された。
2019年11月1日から12月27日まで、地域活性化と年賀状文化の促進のため、神戸市内の郵便局とのコラボレーションで「北神弓子に年賀状を贈ろう。キャンペーン」 が行われた。郵便局員の北神弓子が登場し、車両へのヘッドマークの掲出も行われた。北区の神戸山田郵便局が幹事となり、神戸市内の全184郵便局と連携する企画となった。